# Belaras
Belaras is een bestuurslaag in het regentschap Indragiri Hilir van de provincie Riau, Indonesië. Belaras telt 6625 inwoners (volkstelling 2010).